# The Sun Always Shines on T.V.
The Sun Always Shines on T.V. — третій сингл дебютного альбому Hunting High and Low новерзького гурту a-ha, випущений 16 грудня 1985 року.
1986 року пісня «The Sun Always Shines on T.V.» стала хітом № 1 у Великій Британії. Група була номінована на премію Grammy в кількох номінаціях і виграла в категорії «Найкраще відео», а в категорії «Найкращий новий артист» поступилася місцем співачці Шаде.

## Композиції
7" Warner Bros. / W 8846 
1. «The Sun Always Shines on T.V.» — 4:30
2. «Driftwood» — 3:04

12" Warner Bros. / W 8846T 
1. «The Sun Always Shines on T.V.» (Extended Version) — 8:25
2. «Driftwood» — 3:04

12" Warner Bros. / W 8846T 
1. «The Sun Always Shines on T.V.» (Extended Version) — 7:09
2. «Driftwood» — 3:04

12" Warner Bros. / 20410-0 
1. «The Sun Always Shines on T.V.» (Extended Version) — 8:25
2. «The Sun Always Shines on T.V.» (Instrumental) — 6:39
3. «Driftwood» — 3:04

## Позиції в чартах
| Чарт                                   | ЛП |
| -------------------------------------- | -- |
| Австрія Австрійський сингл-чарт        | 8  |
| Велика Британія Британський сингл-чарт | 1  |
| Німеччина Німецький сингл-чарт         | 5  |
| Ірландія Ірландський сингл-чарт        | 1  |
| Італія Італійський сингл-чарт          | 11 |
| Норвегія Норвезький сингл-чарт         | 2  |
| США Billboard Hot 100                  | 20 |
| Франція Французький сингл-чарт         | 10 |
| Швейцарія Швейцарський сингл-чарт      | 7  |
| Швеція Шведський сингл-чарт            | 2  |

## The Sun Always Shines on T.V. a-ha Live
2003 року a-ha виступили з синглом «The Sun Always Shines on T.V.» на концерті. Запис виступу був виданий синглом концертного альбому How Can I Sleep With Your Voice In My Head 2003 року.
Композиції
1. «The Sun Always Shines on T.V.» (Live — Single Edit)
2. «The Sun Always Shines on T.V.» (Live — Album version)
3. «Scoundrel Days» (Live)
4. «The Sun Always Shines on T.V.» (Live — Video Clip)